# Okręgowa Spółdzielnia Mleczarska w Radomsku
Okręgowa Spółdzielnia Mleczarska w Radomsku – spółdzielnia mleczarska w województwie łódzkim. OSM Radomsko to producent mleka, śmietan i śmietanek, napojów fermentowanych, masła, deserów, serków do smarowania, twarogów i serów dojrzewających.
Początki spółdzielni to lata trzydzieste XX wieku. W 1935 r. zakupiono w Radomsku grunt, na którym powstał zakład przetwórczy. W 1950 r., Okręgową Mleczarnię Spółdzielczą w Radomsku, tak bowiem brzmiała jej powojenna nazwa, upaństwowiono. Powstał Powiatowy Zakład Mleczarski Przedsiębiorstwo Państwowe w Radomsku, który przetrwał tylko 7 lat, bowiem kolejna ustawa reaktywowała spółdzielnie przywracając im majątki i dawną tożsamość. Od 1946 roku, nieprzerwanie przez prawie 40 lat, stanowisko Prezesa Zarządu pełnił Franciszek Jeziorski. W roku 1985 prezesem został inż. Andrzej Chodkowski. Następnie prezesem był Mariusz Broniszewski. Od lipca 2020 funkcję tę pełni Agata Kasperkiewicz. W roku 2005 Spółdzielnia przejęła Zakład Produkcji Mleczarskiej w Nowym Targu.
Firma eksportuje około 35 proc. swojej produkcji. Obroty firmy w 2017 roku to 350 mln zł, przy przerobie 180 mln litrów mleka i zysk w wysokości 6 mln zł.
OSM w Radomsku zrzesza obecnie 1720 członków spółdzielni i zatrudnia 660 osób. Produkcja odbywa się w zakładach w Radomsku i Nowym Targu.
Najbardziej znanymi markami OSM Radomsko są serki Hej!, mleko Ale! i masło Dobre!